# Guazuma

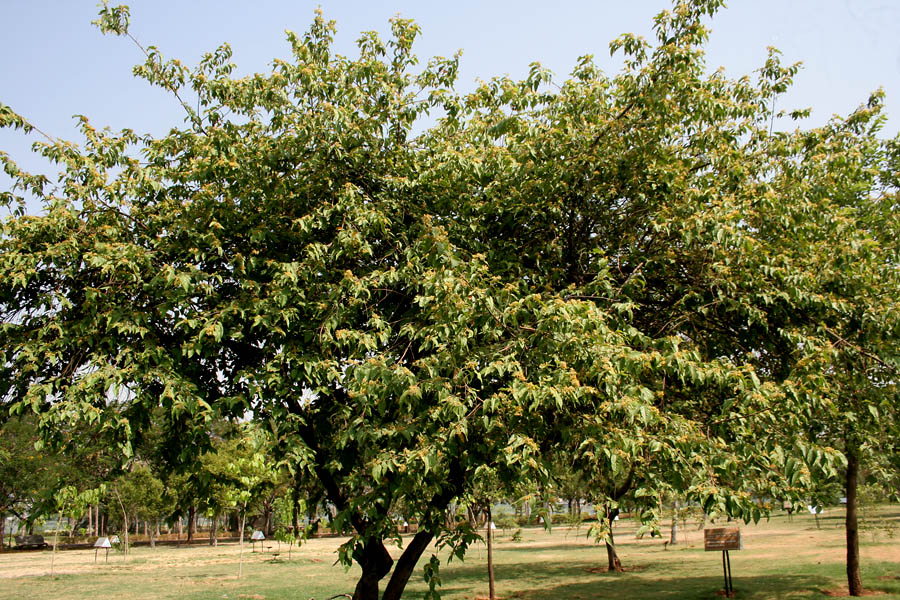
Guazuma ulmifolia v parku v indickém Hyderabádu

Guazuma (Guazuma) je rod rostlin z čeledi slézovité. Jsou to keře a stromy s jednoduchými dvouřadými listy a nenápadnými květy. Plodem je drobná, dřevnatá, bradavčitá nebo dlouze chlupatá tobolka. Rod zahrnuje 3 druhy a je rozšířen v tropické a subtropické Americe. Guazumy rostou nejčastěji v sušších sekundárních tropických lesích na narušených místech, lze je však nalézt i v primárním pralese. Jsou nepříliš významným zdrojem dřeva používaného zejména jako palivo, slouží v domorodé medicíně a vysazují se jako stínící dřeviny. Nejběžnějším a nejznámějším druhem je Guazuma ulmifolia.

## Popis
Guazumy jsou opadavé beztrnné keře a stromy dorůstající výšky až přes 30 metrů (zpravidla nižší). Starší stromy mohou mít vysoké kořenové náběhy. Listy jsou jednoduché, střídavé, dvouřadě uspořádané, řapíkaté, tenké nebo poněkud kožovité, s vejčitou až oválně kopinatou, na bázi obvykle asymetrickou, na okraji zubatou čepelí. Žilnatina je od báze vícežilná. Odění je převážně složeno z hvězdovitých chlupů. Palisty jsou drobné, šídlovité a opadavé. Květy jsou drobné, pravidelné, oboupohlavné, stopkaté, uspořádané v úžlabních nebo vrcholových, stěsnaných nebo rozvolněných vrcholících. Kalich je složen ze 2 až 5 nazpět otočených, žlutozelených laloků. Koruna je pětičetná, žlutá nebo růžová, korunní lístky jsou kápovité, na bázi nehetnaté, nesoucí na vrcholu úzký, rozeklaný, jazykovitý přívěsek. Tyčinek je 15 a jsou srostlé do 5 skupin, na bázi srostlých v trubičku zvonkovitého tvaru. Mimo to je přítomno 5 trojúhelníkovitých staminodií střídajících se s korunními lístky. Semeník je přisedlý nebo krátce stopkatý, srostlý z 5 plodolistů a se stejným počtem komůrek. Nese jednu čnělku větvenou na 5 nitkovitých bliznových ramen. Plodem je drobná, kulovitá, mnohasemenná, dřevnatá tobolka. Plody pukají 5 štěrbinami nebo jsou nepukavé. Na povrchu jsou buď bradavčité nebo u druhu G. crinita pokryté dlouhými štětinami.

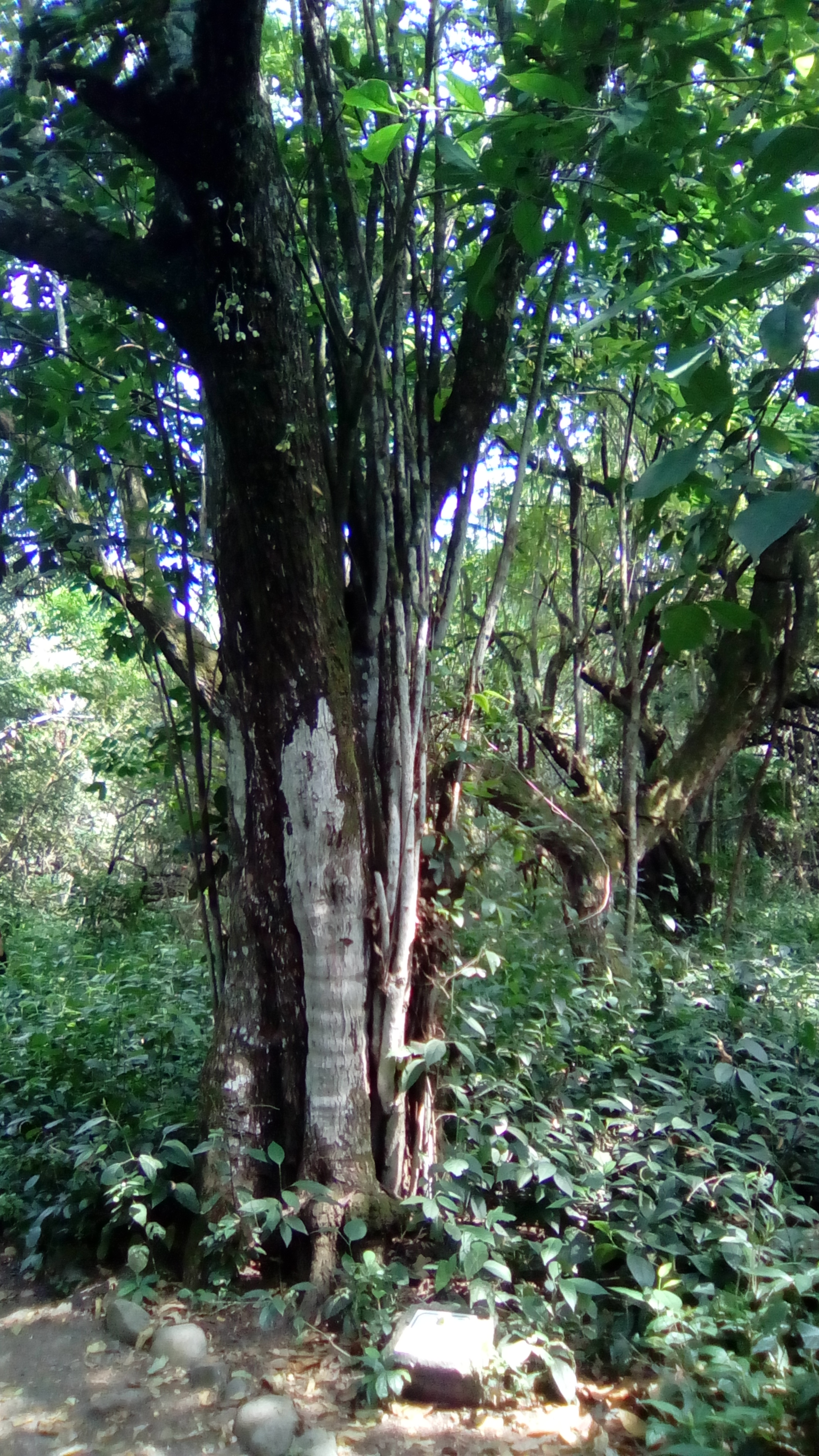
Kmen G. ulmifolia
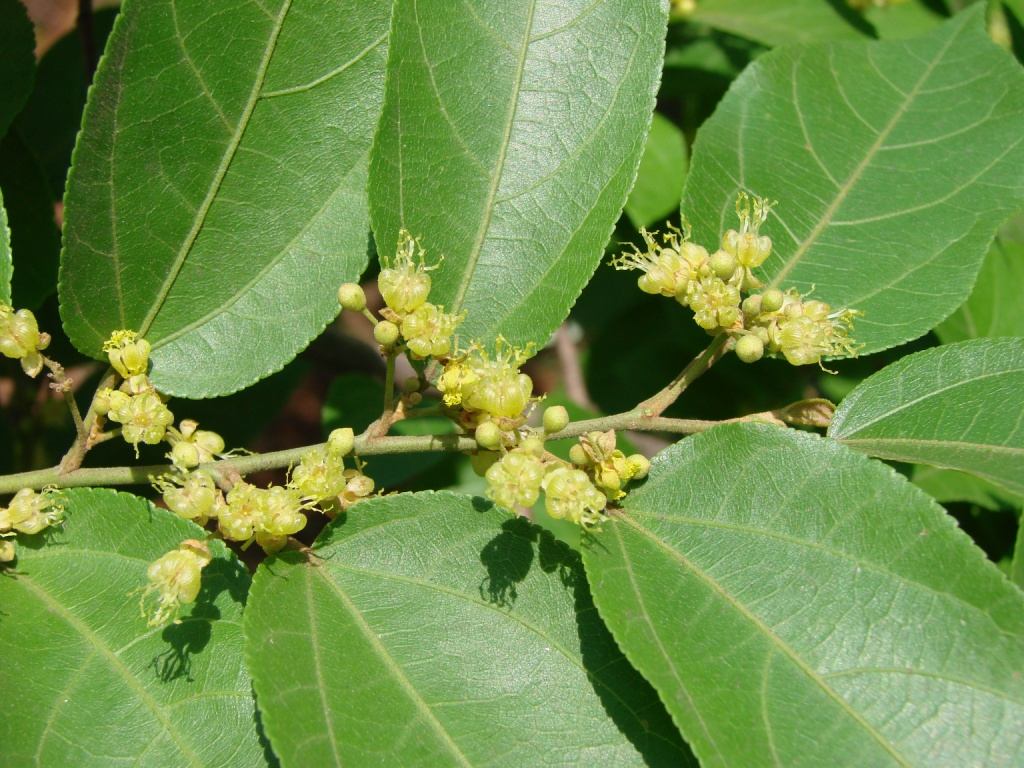
Kvetoucí větévka G. ulmifolia
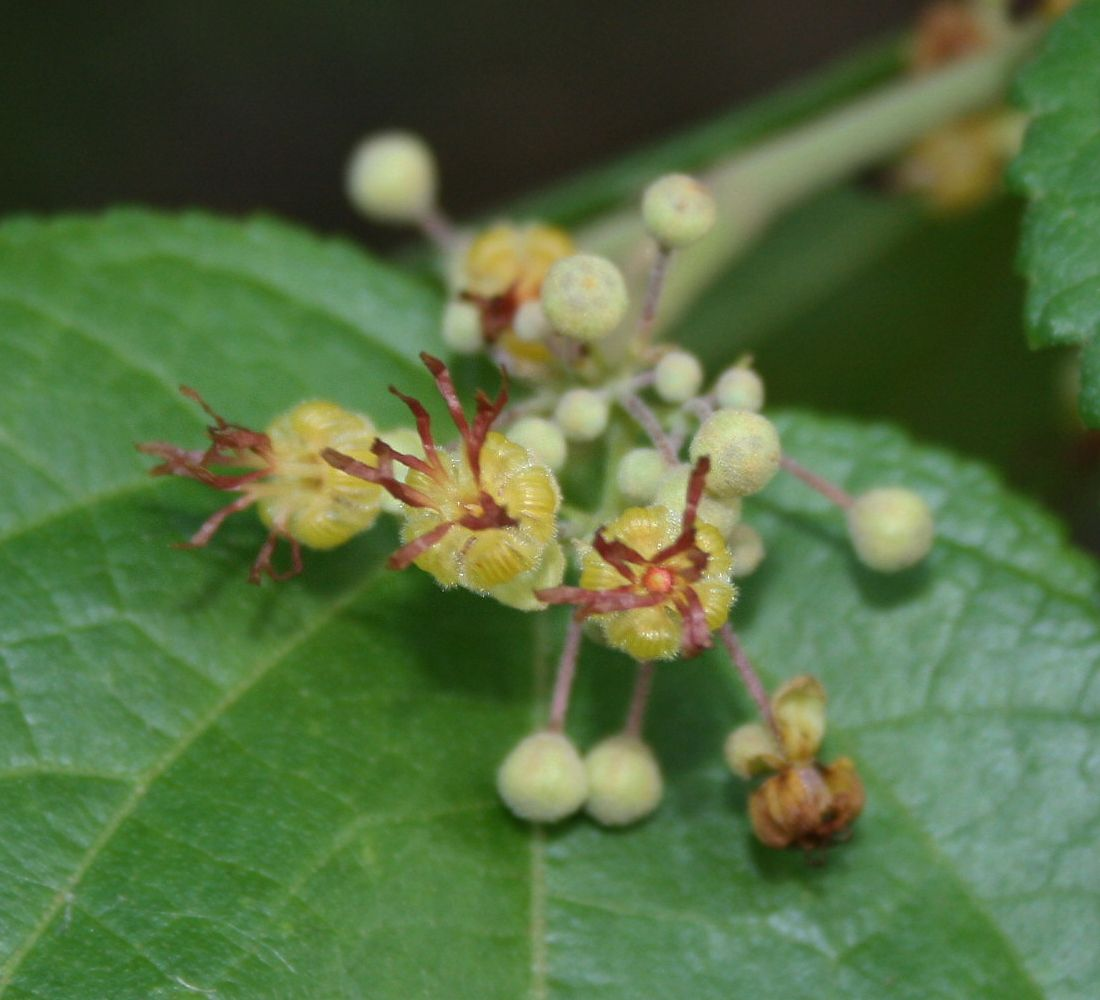
Detail květů G. ulmifolia
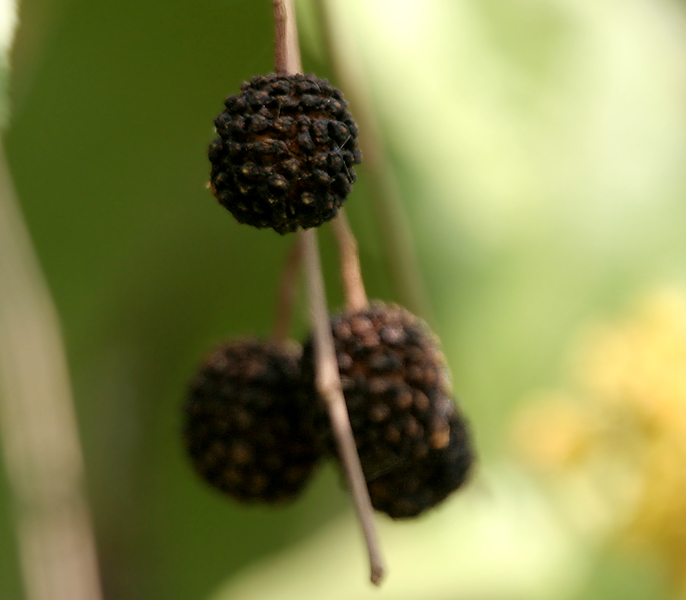
Zralé plody G. ulmifolia

## Rozšíření
Rod guazuma zahrnuje 3 druhy a je rozšířen v tropické a subtropické Americe. Nejrozšířenějším druhem je Guazuma ulmifolia, rozšířená od Mexika až po severovýchodní Argentinu a na Karibských ostrovech. Jen o něco méně rozsáhlý areál má druh Guazuma invira. Poslední druh Guazuma crinita se vyskytuje v Brazílii, Peru a Bolívii.
Guazumy jsou obecně rozšířené dřeviny sekundárního tropického lesa, a to zejména v oblastech s periodickým obdobím sucha. Na výživnějších půdách rostou i jako složka primárního tropického deštného lesa.

## Ekologické interakce
Plody G. crinita mají na povrchu dlouhé štětinovité chlupy a jsou šířeny větrem, ostatní druhy mají plody bradavčité a rozšiřované zejména savci, kteří je konzumují. G. ulmifolia je hostitelem poloparazitické rostliny Phoradendron quadrangulare z čeledi santálovité (Santalaceae).

## Taxonomie
Rod Guazuma je v rámci čeledi slézovité řazen do podčeledi Byttnerioideae. Před nástupem systému APG byl řazen do čeledi Sterculiaceae (lejnicovité).

## Význam
Listy i plody Guazuma ulmifolia slouží místně jako krmivo pro dobytek. Plody obsahují malé množství sladké a vonné dužniny a v tropické Americe je vyhledávají zejména děti jako drobný pamlsek. Dřevo je bílé, pevné, snadno opracovatelné, není však trvanlivé. Používá se zejména jako palivo, někdy i k výrobě beden či bednění, na překližky, jako stavební dříví, ap. Z dřevěného uhlí se vyrábí černý střelný prach. Pevná vlákna z kůry se v některých oblastech používají ke zhotovování provazů. Strom je v Jižní Americe i jiných částech tropů (např. v Indii) vysazován jako stínící dřevina a do živých plotů.
Druh G. ulmifolia má dosti široké využití v domorodé medicíně Jižní Ameriky a své místo si našel i v indické medicíně. Byly prokázány cytotoxické a antibakteriální účinky. Odvar z kůry je používán při elefantiáze, jako adstringens průjmech a také při různých kožních chorobách. Šamani používají šťávu z plodů k usnadnění porodu.